# Ключик Сергій Леонідович
Сергій Леонідович Ключик (нар. 27 серпня 1973, Донецьк, Українська РСР) — радянський та український футболіст, універсал.

## Життєпис

### Початок кар'єри
Народився в Донецьку, проте на дорослому рівні футболом розпочав займатися в Харкові. У 1990 році став гравцем місцевого «Маяка», який виступав у Другій нижчій лізі чемпіонату СРСР. У команді відіграв два сезони, за цей час у чемпіонаті СРСР зіграв 21 матч та відзначився 1 голом.

### «Металург» (Запоріжжя)
У 1992 році перейшов до запорізького «Металурга». Дебютував у футболці «козаків» 3 березня 1992 року в програному (1:2) виїзному поєдинку 1/8 фіналу кубку України проти стахановського «Вагонобудівника». Сергій вийшов на поле в стартовому складі та відіграв увесь матч. Учасник першого розіграшу чемпіонату України серед клубів Вищої ліги, в якій дебютував 7 березня в нічийному (1:1) домашньому поєдинку 1-о туру підгрупи 1 проти донецького «Шахтаря». Ключик вийшов на поле на 75-й хвилині, замінивши Павла Шкапенка. Дебютним голом у футболці запорожців відзначився 2 травня 1993 року на 81-й хвилині нічийного (1:1) домашнього поєдинку 23-о туру Вищої ліги проти дніпропетровського «Дніпра». Сергій вийшов на поле в стартовому складі та відіграв увесь матч. У «Металурзі» провів вісім з половиною сезонів, за цей час у Вищій лізі зіграв 175 матчів та відзначився 14-а голами, ще 20 матчів (1 гол) провів у кубку України. Також у 1998—1999 році зіграв 7 матчів (1 гол) за друголіговий фарм-клуб «козаків», «Металург-2». Разом з командою двічі виходив до 1/2 фіналу кубку України.

### «Таврія», «Сталь» та «Кривбас»
Під час зимової перерви сезону 1999/00 років приєднався до «Таврії». Дебютував у футболці сімферопольського клубу 18 березня 2000 року в програному (0:4) виїзному поєдинку 16-о туру Вищої ліги проти полтавської «Ворскли». Ключик вийшов на поле на 55-й хвилині, замінивши Сергія Єсіна. Дебютним голом у складі «кримців» відзначився 12 липня 2000 року на 33-й хвилині переможного (1:0) домашнього поєдинку 1-о туру Вищої ліги проти тернопільської «Ниви». Сергій вийшов на поле в стартовому складі та відіграв увесь матч. У команді провів другу частину сезону 1999/00 та першу частину сезону 2000/01 років, за цей час у Вищій лізі зіграв 26 матчів та відзначився 2-а голами, ще 2 матчі (1 гол) провів у кубку України.
Під час зимової паузи 2000/01 приєднався до алчевської «Сталі». Дебютував у футболці «сталварів» 11 березня 2001 року в програному (0:3) домашньому поєдинку 14-о туру Вищої ліги проти донецького «Металурга». Ключик вийшов на поле в стартовому складі та відіграв увесь матч. Єдиним голом у складі алчевців відзначився 17 березня 2001 року на 48-й хвилині нічийного (2:2) виїзного поєдинку 15-о туру Вищої ліги проти полтавської «Ворскли». Сергій вийшов на поле в стартовому складі та відіграв увесь матч, а на 88-й хвилині отримав жовту картку. У вищій лізі в футболці «Сталі» зіграв 9 матчів (1 гол).
Напередодні старту сезону 2001/02 років приєднався до «Кривбасу». Дебютував у футболці криворіжців 7 липня 2001 року в нічийному (1:1) домашньому поєдинку 1-о туру Вищої ліги проти маріупольського «Металурга». Ключик вийшов на поле в стартовому складі, а на 82-й хвилині його замінив Юрій Кудінов. Дебютним голом у футболці «Кривбасу» відзначився 28 липня 2001 року на 43-й хвилині переможного (4:1) домашнього поєдинку 4-о туру Вищої ліги проти харківського «Металіста». Сергій вийшов на поле в стартовому складі та відіграв увесь матч, а на 43-й хвилині отримав жовту картку. У команді відіграв один сезон, за цей час у Вищій лізі зіграв 21 матч та відзначився 3-а голами, також три матчі зіграв у кубку України.

### Повернення у «Металург» і «Таврію»
Напередодні початку сезону 2002/03 років повернувся до «Металурга». Дебютував у складі запорізького клубу 12 липня 2002 року а програному (0:1) виїзному поєдинку 2-о туру Вищої ліги проти львівських «Карпат». Ключик вийшов на поле в стартовому складі, а на 46-й хвилині його замінив Урош Милославлевич. Дебютним голом у складі «Металурга» відзначився 12 вересня 2003 року на 62-й хвилині переможного (2:1) домашнього поєдинку 9-о туру Вищої ліги проти олександрійської «Поліграфтехніки». Сергій вийшов на поле в стартовому складі та відіграв увесь матч. У команді відіграв сезон 2002/03 років та липень 2003 року, за цей час у Вищій лізі зіграв 24 матчі та відзначився 1 голом, ще 1 поєдинок зіграв у кубку України та кубку УЄФА. Також 1 матч відіграв за другу команду «Металурга» в другій лізі.
Влітку 2003 року повернувся до «Таврії», за яку дебютував 3 серпня 2003 року в переможному (1:0) домашньому поєдинку 5-о туру Вищої ліги проти луцької «Волині». Ключик вийшов на поле на 85-й хвилині, замінивши Ігора Хоменка. У футболці «кримців» зіграв 7 матчів у Вищій лізі, ще 2 поєдинки провів у Кубку України.

### Вояж до Казахстану та завершення професіональної кар'єри
Під час зимової перерви сезону 2003/04 років виїхав до Казахстану, де уклав контракт з «Атирау». Дебютував за нову команду 3 квітня 2004 року в переможному (2:0) домашньому поєдинку 1-о туру Суперліги проти «Женісу» (Астана). Сергій вийшов на поле в стартовому складі та відіграв увесь матч. Дебютним голом у казахському чемпіонаті відзначився 20 жовтня 2004 року на 10-й хвилині переможного (4:1) домашнього поєдинку 36-о туру проти костанайського «Тоболу». Ключик вийшов на поле в стартовому складі та відіграв увесь матч. У футболці «Атирау» в Суперлізі зіграв 36 матчів та відзначився 2 голами, ще 2 поєдинки провів у кубку Казахстану.
У 2005 році повернувся в Україну, підписав контракт з «Закарпаттям». Дебютував у футболці ужгородців 1 березня 2005 року в програному (0:3) виїзному поєдинку 16-о туру Вищої ліги проти луцької «Волині». Сергій вийшов на поле в стартовому складі, а на 78-й хвилині його замінив Олексій Пищур. На початку березня 2005 року зіграв 2 матчі у Вищій лізі. Після цього у складі «Закарпаття» не грав, а згодом вирішив завершити футбольну кар'єру.

## Особисте життя
Батько — Леонід Ключик (1950 р.н.) — радянський футболіст, український тренер та футбольний функціонер.
Син — Євген Ключик (1994 р.н.) — український футболіст.